# Экичуйгывеемкай
Экичу́йгывеемкай — река в России, на севере Дальнего Востока, протекает по территории Иультинского района Чукотского автономного округа. Длина реки 60 км.
Название в переводе с чук. Ыкичгуйгывээмкэй — «маленькая речка, текущая с холодного хребта».
Берёт начало у подножия горы Тайфун (1025 м), впадает в Куэквунь.
Притоки: река Эттылян, ручьи Поворотный, Стремительный, Дор, Рогач.
В долине реки и её притоках открыто несколько россыпных месторождений золота.

## Топографические карты
- Лист карты R-60-XXIX,XXX Полярный. Масштаб: 1 : 200 000. Состояние местности на 1981 год. Издание 1988 г.
- Лист карты R-60-XXVII,XXVIII г. Рубиновая. Масштаб: 1 : 200 000. Издание 1975 г.
- Лист карты R-60-В,Г Полярный. Масштаб: 1 : 500 000. Состояние местности на 1986 год.
- Лист карты R-59,60 Певек.  Масштаб: 1 : 1 000 000. Издание 1986 г.